# Ramon Bragós Bardia
Ramon Bragós Bardia és doctor en Enginyeria de Telecomunicació (1997) per la UPC. És professor al de l'Escola Tècnica Superior d'Enginyeria de Telecomunicació de Barcelona, i investigador del Departament d'Enginyeria Electrònica de la UPC, on pertany al grup de recerca d'Instrumentació Electrònica i Biomèdica. Des del 2009 és sotsdirector d'innovació docent de l'Escola Tècnica Superior d'Enginyeria de Telecomunicació (ETSETB), on és el responsable de la implantació de la metodologia CDIO en els seus plans d'estudis i coordinador de les assignatures de projectes.